# 法羅 (密蘇里州)
法羅（英語：Faro）是位於美國密蘇里州麥迪遜縣的非建制地區。

## 歷史
法羅的郵局於1905年設立，其後於1942年停運。

## 地理
法羅所處的海拔為高於海平面178米（即584英呎），而該地所採用的時區為UTC-6，即北美中部時區（CST）。同時該地設有夏令時間，為UTC-6調快一小時，即UTC-5（CDT）。